# Special Tony Award
Der Special Tony Award ist ein Sonderpreis der US-amerikanischen Tony Awards, die seit 1947 Schauspieler, Regisseure, Autoren, Komponisten, Produzenten und Entertainer für ihre Arbeiten am New Yorker Broadway auszeichnen. Der unregelmäßig vergebene Special Tony bezieht sich sowohl auf das Lebenswerk Theaterschaffender als auch auf herausragende Leistungen, die ebensolche außerhalb des regulären Spielplans hervorbrachten; ebenso können Ensembles, Werke oder Institutionen geehrt werden, wie erstmals 1948 beim Experimental Theatre geschehen.

## Preisträger

### 1947
- Dora Chamberlain
- Ira und Rita Katzenberg
- Jules Leventhal
- Burns Mantle
- P. A. MacDonald
- Vincent Sardi

### 1948
- Rosalind Gilder
- Vera Allen
- Experimental Theatre Inc.
- Ensemble von Ernst sein ist alles
- Robert W. Dowling
- Paul Beisman
- George Pierce
- Mary Martin
- Joe E. Brown

### 1950
- Maurice Evans
- Philip Faversham
- Brock Pemberton

### 1951
- Ruth Green

### 1952
- Judy Garland
- Edward Kook
- Charles Boyer

### 1953
- Beatrice Lillie
- Danny Kaye

### 1955
- Proscenium Productions

### 1956
- New Yorker Innenstadt
- Fourth Street Chekov Theatre
- The Shakespearewrights
- Die Dreigroschenoper
- New York Public Library

### 1957
- American Shakespeare Festival in Stratford, Connecticut
- Jean-Louis Barrault
- Robert Russell Bennett
- William Hammerstein
- Paul Shyre

### 1958
- New York Shakespeare Festival
- Martin Beck
- Circle in the Square Phoenix Theatre

### 1959
- John Gielgud
- Howard Lindsay und Russel Crouse
- Ensemble von La Plume de Ma Tante

### 1960
- John D. Rockefeller III
- James Thurber und Burgess Meredith

### 1961
- David Merrick
- The Theatre Guild

### 1962
- Brooks Atkinson
- Franco Zeffirelli
- Richard Rodgers

### 1963
- W. McNeil Lowry
- Irving Berlin
- Alan Bennett, Peter Cook, Jonathan Miller und Dudley Moore

### 1964
- Eva Le Gallienne

### 1965
- Gilbert Miller
- Oliver Smith

### 1966
- Helen Menken

### 1968
- Audrey Hepburn
- Carol Channing
- Pearl Bailey
- David Merrick
- Maurice Chevalier
- APA-Phoenix Theatre
- Marlene Dietrich

### 1969
- The National Theatre Company of Great Britain
- The Negro Ensemble Company
- Rex Harrison
- Leonard Bernstein
- Carol Burnett

### 1970
- Noël Coward
- Alfred Lunt und Lynn Fontanne
- New York Shakespeare Festival
- Barbra Streisand

### 1971
- Elliot Norton
- Ingram Ash
- Playbill
- Roger L. Stevens

### 1972
- The Theatre Guild American Theatre Society
- Anatevka
- Ethel Merman
- Richard Rodgers

### 1973
- John Lindsay
- The Actor’s Fund of America
- The Shubert Organization

### 1974
- Liza Minnelli
- Bette Midler
- Peter Cook und Dudley Moore
- A Moon for the Misbegotten
- Candide oder der Optimismus
- Harold Prince und Ruth Mitchell
- Actor’s Equity Association
- Theatre Development Fund
- John F. Wharton
- Harold Friedlander

### 1975
- Al Hirschfeld

### 1976
- George Abbott – Lawrence Langner Award
- Mathilde Pincus
- Thomas H. Fitzgerald
- Circle in the Square
- Richard Burton

### 1977
- Cheryl Crawford – Lawrence Langner Award
- Lily Tomlin
- Barry Manilow
- Diana Ross
- National Theatre of the Deaf
- Equity Liberty Theatre

### 1978
- Irving Berlin – Lawrence Langner Memorial Award
- Charles Moss und Stan Dragoti

### 1979
- Richard Rodgers – Lawrence Langner Memorial Award
- Henry Fonda
- Walter F. Diehl
- Eugene O’Neill Memorial Theater Center in Waterford, Connecticut

### 1980
- Helen Hayes – Lawrence Langner Memorial Award
- Mary Tyler Moore
- Richard Fitzgerald
- Hobe Morrison

### 1981
- Lena Horne

### 1982
- The Actor’s Fund of America
- Warner Communications
- Radio City Music Hall

### 1984
- La Tragedie de Carmen
- Peter Feller
- A Chorus Line
- Al Hirschfeld – Brooks Atkinson Award

### 1985
- Yul Brynner
- New York State Council on the Arts

### 1987
- Jackie Mason
- George Abbott

### 1988
- Brooklyn Academy of Music

### 1993
- Oklahoma!

### 1994
- Jessica Tandy
- Hume Cronyn

### 1995
- Carol Channing
- Harvey Sabinson

### 1997
- Bernard B. Jacobs

### 1998
- Ben Edwards
- Edward E. Colton

### 1999
- Uta Hagen
- Arthur Miller
- Isabelle Stevenson

### 2000
- T. Edward Hambleton
- Dame Edna Everage

### 2001
- Paul Gemignani

### 2002
- Robert Whitehead
- Julie Harris

### 2003
- Cy Feuer

### 2004
- James M. Nederlander

### 2005
- Edward Albee

### 2006
- Sarah Jones

### 2008
- Robert Russell Bennett
- Stephen Sondheim

### 2009
- Phyllis Newman
- Jerry Herman

### 2010
- Alan Ayckbourn
- Marian Seldes

### 2011
- Handspring Puppet Company
- Athol Fugard
- Philip J. Smith

### 2012
- Actors’ Equity Association
- Hugh Jackman
- Emanuel Azenberg

### 2013
- Bernard Gersten
- Paul Libin
- Ming Cho Lee

### 2014
- Jane Greenwood

### 2015
- John Cameron Mitchell
- Tommy Tune

### 2016
- National Endowment for the Arts
- Miles Wilkin
- Sheldon Harnick
- Marshall W. Mason

### 2017
- Gareth Fry und Pete Malkin (Sounddesigner von The Encounter)
- James Earl Jones

### 2018
- John Leguizamo
- Bruce Springsteen
- Chita Rivera
- Andrew Lloyd Webber

### 2019
- Rosemary Harris
- Terrence McNally
- Harold Wheeler
- Marin Mazzie
- Sonny Tilders und Creature Technology Company
- Jason Michael Webb

### 2020/21
- Graciela Daniele
- The Broadway Advocacy Coalition
- David Byrne’s American Utopia
- Freestyle Love Supreme

### 2022
- Angela Lansbury
- James C. Nicola

### 2023
- Joel Grey
- John Kander

### 2024
- Alex Edelman
- Abe Jacob
- Nikiya Mathis
- Jack O’Brien
- George C. Wolfe